# Дитрих II фон Шьонбург-Егерберг
Дитрих II фон Шьонбург-Егерберг (на немски: Dietrich (Jetřich) II von Schönburg; † сл. 1379) от род Шьонбург-Глаухау, е господар на Шьонбург в Егерберг на река Егер (Хомутов, Устецки край, Чехия).

## Произход и наследство
Той е син на Фридрих (Фриц) V фон Шьонбург-Глаухау († 1352) и съпругата му Юдит фон Лойхтенбург († сл. 1356). Брат е на Албрехт I фон Шьонбург-Пуршенщайн († сл. 1353), Фридрих VIII фон Шьонбург-Пуршенщайн († сл. 1379), и София фон Шьонбург, омъжена за Хайнрих фон Елстерберг († сл. 1384).
През средата на 14 век господарите фон Шьонбург получават замък Егерберг на река Егер, построен през 1241 г. от господарите фон Егерберг от Бохемия. През 1386 г. замъкът принадлежи на Хайнрих Скопек фон Дуба († 6 май 1395), през 1411 г. на Николаус от Прага и от 1422 г. на Венд фон Илбург.

## Фамилия
Дитрих II фон Шьонбург-Егерберг се жени за София († сл. 1379).
- Дитрих (Жетрих) фон Шьонбург-Егерберг († 1391), комтур на съвета на немските рицари
- Алберт III фон Шьонбург-Егерберг († 1392)
- дъщеря фон Шьонбург, омъжена за Хайнрих фон Елстерберг († сл. 1379)